# Ford Prefect (auto)
De Ford Prefect is een reeks van Britse auto’s, geproduceerd door de Britse tak van Ford. De auto werd geïntroduceerd in 1938, en bleef in productie tot 1941. Tijdens de Tweede Wereldoorlog lag de productie stil. In 1945 werd de productie weer opgestart, tot 1961.

## E93A (1938-49)

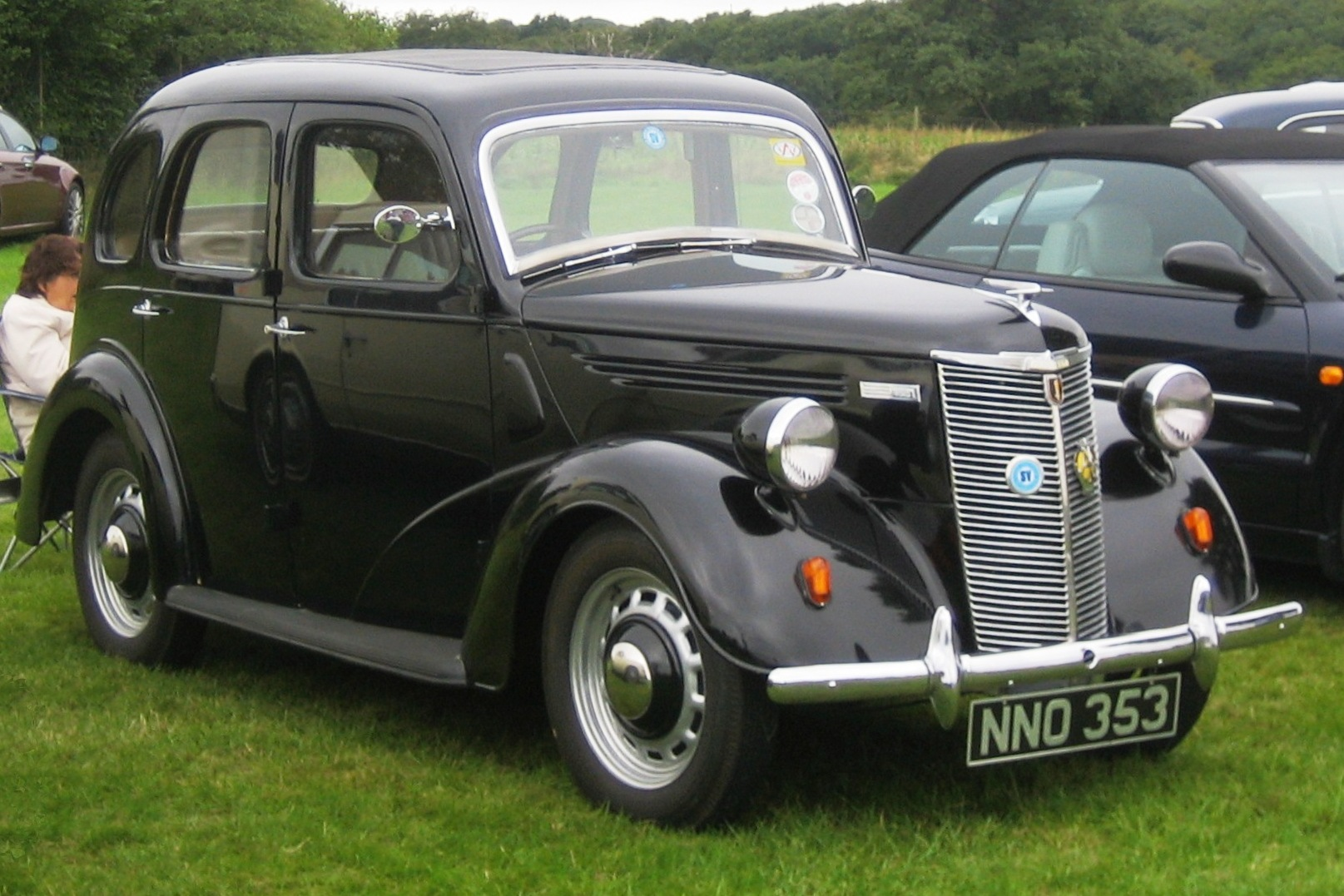
Een Ford Prefect uit de E93A-reeks

De Ford Prefect werd aanvankellijk gebouwd in Dagenham, Essex. De originele Ford Prefect was een aangepaste versie van de 7Y, de eerste Ford ontworpen buiten Detroit. De auto was speciaal voor de Britse markt ontworpen. De auto had een 1200 cc motor en de mogelijkheid om te worden aangeslingerd indien de accu niet genoeg energie had.
Er werden 41.486 exemplaren van gemaakt tot 1941 en nog eens 158.007 tussen 1945 en 1948.

## E493A (1949–53)

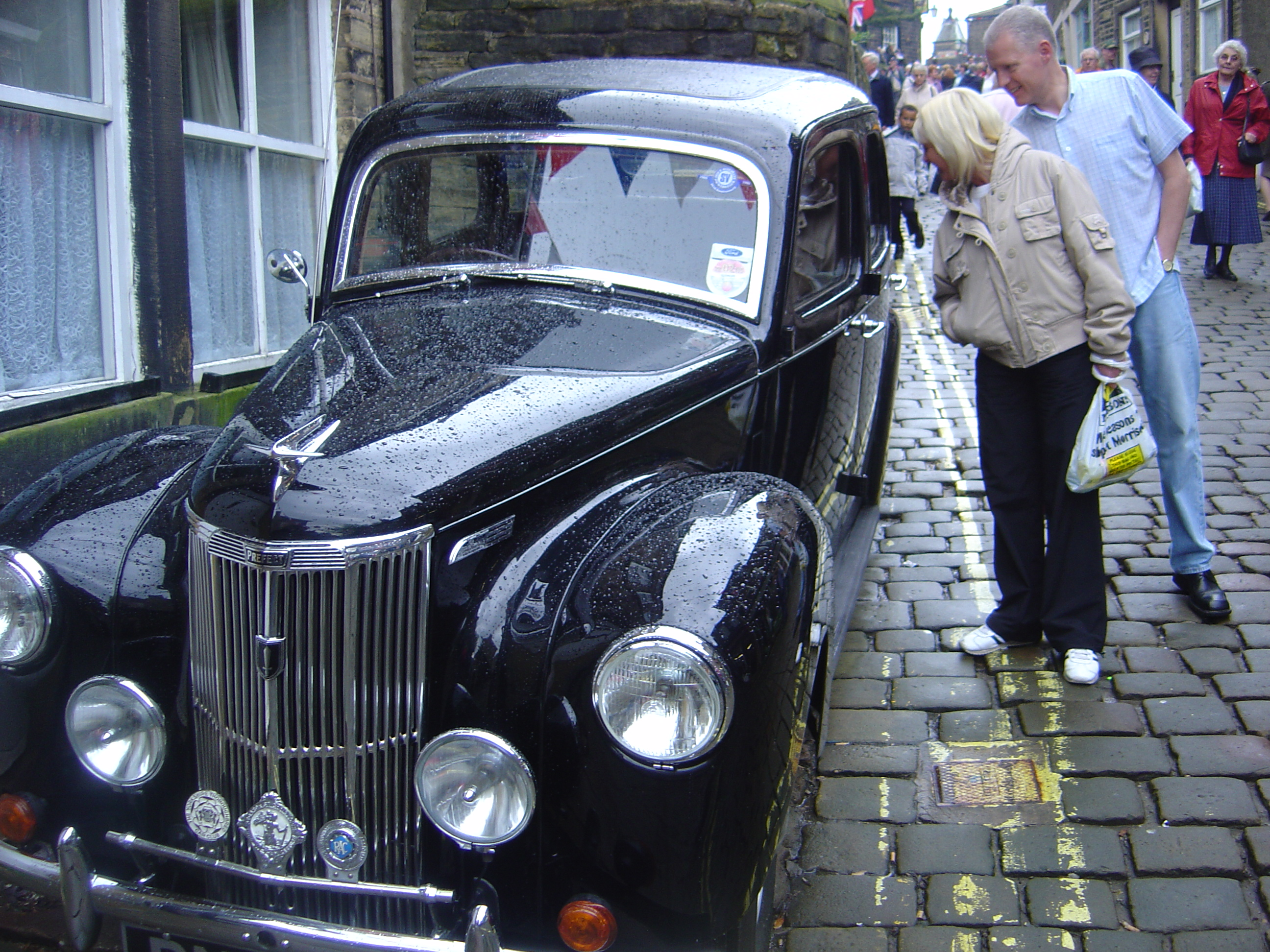
Ford Prefect E493A

Na de oorlog werd het ontwerp van de Prefect nauwelijks aangepast, totdat in 1952 een nieuw model op de markt kwam. De koplampen werden hierbij verplaatst naar de spatborden, en knipperlichten werden toegevoegd. Vanwege ruimtegebrek werden deze echter weggelaten bij de in Australië gebouwde Ute. De remmen bleven mechanisch via een Girling rod system.
Een Prefect die in 1948 werd getest door het Britse tijdschrift The Motor haalde een topsnelheid van 98 kilometer per uur, en kon optrekken van 0 naar 80 kilometer per uur in 22.8 seconden.
Er werden er in totaal 192.229 van gemaakt.

## 100E (1953–59)

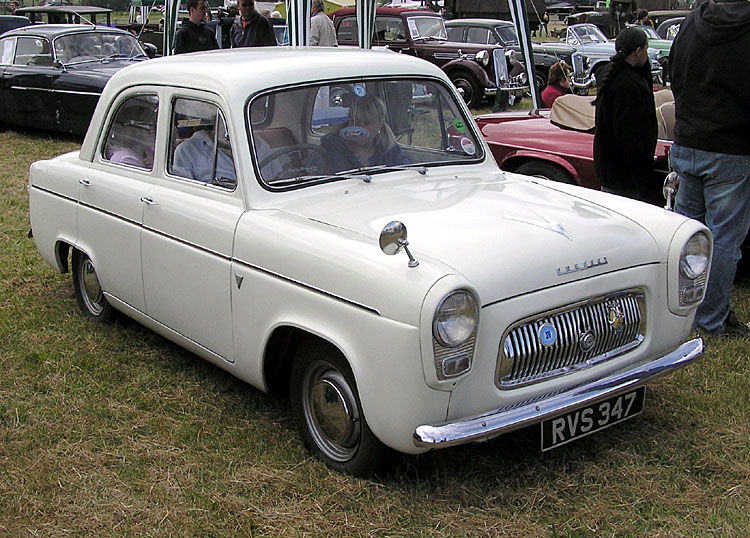
Ford Prefect 100E (1959)

In 1953 werd een sterk aangepaste Ford Prefect geïntroduceerd, samen met de Ford Anglia. Deze bleef in productie tot 1959. Het oude chassis was vervangen door een integrale constructie. In dit model werden hydraulische remmen met 200 millimeter trommels gebruikt.
In 1955 werd een stationwagen-versie geïntroduceerd.
Er werden in totaal 100.554 van gemaakt.

## 107E (1959–61)
Dit model had het chassis van de 100E, maar de motor en versnellingsbak van de Anglia 105E. Dit model werd geproduceerd tot de Ford Cortina op de markt kwam. Er werden er 38.154 van gemaakt.